# Ficus ulmifolia
Ficus ulmifolia là một loài thực vật thuộc họ Moraceae. Đây là loài đặc hữu của Philippines. Chúng hiện đang bị đe dọa vì mất môi trường sống.